# Cimex hemipterus
Cimex hemipterus (лат.) — вид клопов рода Cimex из семейства постельные клопы (Cimicidae), обитающий преимущественно в странах с тропическим климатом. Как и обыкновенный постельный клоп Cimex lectularius, вид Cimex hemipterus известен как тропический постельный клоп и часто питается кровью людей. C. hemipterus — гематофаг, облигатный паразит человека. Это означает, что для выживания ему необходима кровь хозяев. При укусе человек испытывает зуд, сыпь и повреждения вокруг пораженных участков кожи. Этот вид обычно обитает в человеческих жилищах в трещинах, щелях или матрасах, и более распространен в развивающихся странах. Как и другие постельные клопы, C. hemipterus активен преимущественно в ночное время.

## Описание
Мелкие (3—7 мм) кровососущие насекомые красновато-коричневого цвета с мелкими нефункционирующими крыльями. Тело овальное, сплющенное, покрыто щетинками. От близких видов отличается следующими признаками: пронотум менее чем в 2,5 раза шире своей длины посередине; область вокруг парагенитального синуса со щетинками, как и на других частях брюшка; задние края гемилитральных отростков широко закруглены на внутренних половинах.
В среднем C. hemipterus достигает 5,5 миллиметра в длину и 2,5 миллиметра в ширину. Это насекомое имеет яйцевидную и уплощенную форму тела. Голова короткая, широкая и заостренная на кончике. Округлые сложные глаза чёрного или красного цвета расположены по обеим сторонам головы и видны как сверху, так и снизу. Пара четырёхсегментных усиков находится перед обоими сложными глазами. Ротовые щупики C. hemipterus предназначены для прокалывания кожи и высасывания крови из хозяина. В соответствии с этим трехсегментный лабиум длинный и «соломоподобный», а максиллы и мандибулы «лезвиеподобные». Торакс C. hemipterus трехсегментный, содержит проторакс, мезоторакс и метаторакс. Проторакс в ширину примерно вдвое больше, чем в длину, и значительно крупнее и заметнее головы (которая располагается в его середине), а также мезо- и метаторакса. По сравнению с C. lectularius, у C. hempiterus наблюдается немного более узкий проторакс. Восьмисегментное брюшко у этого вида округлое, с заостренным кончиком, на котором торчат короткие волоски. Окраска этого вида варьируется в зависимости от того, ел ли он недавно кровяную пищу. Если он не питался кровью, то имеет бледно-коричневый цвет. Если же он недавно питался кровью, то окрас становится красноватым. Между полами C. hemipterus существуют незначительные различия. Самки обычно крупнее самцов и имеют более округлый кончик брюшка.

## Биология
Эктопаразиты, питаются кровью млекопитающих (человек, летучие мыши, грызуны) и птиц.
Cimex hemipterus имеет гемиметаболический жизненный цикл, что означает, что насекомое проходит через несколько стадий жизни нимфы, где форма тела и пищевое поведение очень похожи на взрослую стадию. Известно, что яйца C. hemipterus вылупляются через 4—12 дней после откладки. Прежде чем превратиться во взрослую особь, этот вид проходит пять нимфальных стадий, причем каждая стадия нимфы участвует в питании кровью человека. Первые четыре стадии развития нимфы проходят в среднем за 3—4 дня, а пятая стадия развивается за 4—5 дней. По сравнению с C. lectularius, C. hemipterus проходит через несколько более длительные фазы развития. Взрослые особи могут жить от 6 до 12 месяцев, причем самки обычно живут дольше самцов.

## Устойчивость к инсектицидам
После широкого применения инсектицида ДДТ в XX веке среди популяций C. hemipterus в тропических и субтропических регионах появилась устойчивость к ДДТ. Это привело к повторному появлению широко распространенных очагов заражения C. hemipterus в странах южного полушария, таких как Австралия и Шри-Ланка. Также сообщалось об устойчивости к пиретроидам.

## Медицинское значение
Основная медицинская проблема, вызываемая C. hemipterus, связана с кожей. При укусе они впрыскивают слюну, содержащую различные компоненты: анестетики, сосудорасширяющие соединения и антикоагулянты. Эти вещества способствуют продолжению притока крови к укушенному месту и гарантируют, что хозяин не почувствует укуса. Укусы приводят к поражению кожи и зуду, что доставляет неудобства человеку. Хотя клопы не известны как биологические переносчики болезней, есть основания полагать, что они могут быть переносчиками Trypanosoma cruzi, протиста, вызывающего болезнь Шагаса у людей.

## Классификация
Вид был впервые описан датским натуралистом Карлом Линнеем в 1803 году под названием Acanthia hemiptera Fabricius, 1803.

## Распространение
Встречаются в тропических странах, но после Второй мировой войны вид был завезён человеком в страны умеренного климата, а в России впервые найден в 2015 году.